# جيم كالدويل
جيم كالدويل (بالإنجليزية: Jim Caldwell)‏ هو سياسي أمريكي، ولد في 1936 في دردنيل في الولايات المتحدة. حزبياً، نشط في الحزب الجمهوري. وقد انتخب عضو مجلس ولاية كنتاكي.